# メタ倫理学
メタ倫理学（メタりんりがく、英語：metaethics）とは倫理学の一分野であり、「善」とは何か、「倫理」とは何か、という問題を扱う。規範の実質的な内容について論じる規範倫理学と異なり、メタ倫理学においては、そもそもある規範を受け入れるというのはどういうことか、ということについての概念的分析、道徳心理学的分析、形而上学的分析などを行う。

## メタ倫理学の歴史
メタ倫理学という分野は1903年G. E. ムーア が『倫理学原理』を出版したことを起点とする。その後1960年ごろまで、英米の倫理学といえばメタ倫理学であり、規範倫理学の研究はマイナーな領域におとされていた。この間に情緒主義や指令主義といった非認知主義の立場が登場し、1960年代にはメタ倫理学は非認知主義によって制された観があった。
しかしその後、1970年代に規範倫理学が復権をはたし、倫理学の本流は規範的な問題、応用倫理学的な問題へと移る。また、メタ倫理学の内部では、錯誤理論、コーネル実在論、マクダウェルの理論など認知主義系のさまざまな立場が提案され、1980年代にはメタ倫理学はまた活況を呈するようになる。

## メタ倫理学における対立の構図
メタ倫理学の学説の多くは、対立し合ったいくつかの主張の組み合わせによって成り立っている。ここではその代表的な対立軸を述べる。

### 認知主義と非認知主義
道徳判断が何を意味しているのかという点で、認知主義（cognitivism）と非認知主義（non-cognitivism）が対立している。認知主義とは、道徳判断はなんらかの事実についての認知であり、真偽の区別が可能である(truth-apt)とする立場である。それに対して非認知主義（non-cognitivism）は、道徳判断は事実についての認知ではなく真偽の区別が不可能である、あるいは少なくとも事実についての認知以外の要素を含んでいると考える立場である。

### 実在論と反実在論
認知主義の中ではその認知対象の実在性や客観性をめぐって、実在論（realism）と反実在論（anti-realism）が対立している。実在論は、道徳判断の対象は主観的な認知状態から独立しており、客観的に真偽が決まるという立場である。それに対して反実在論は、道徳判断の対象は客観的な世界の側には実在しておらず、主観的な感情などに依存しているという立場である。

### 自然主義と非自然主義
道徳判断の対象である道徳的事実について、道徳的事実は自然科学の研究対象となりうる自然的事実（例えば快楽や種の進化など）に還元できると考える自然主義(naturalism)と、道徳的事実は何か他の自然的対象を参照しなくても道徳的事実であるとする非自然主義（non-naturalism）が対立している。（非自然主義は道徳的事実は自然的事実（natural facts）だけでなく、神の存在（supernatural facts）のような実在しないものにも還元できない立場をとる。）

### 外在主義と内在主義
道徳的判断が必然的に行為の動機づけを含んでいるのかどうかで、外在主義（externalism）と内在主義（internalism）が対立する。外在主義とは、動機づけの要素は価値判断の外部にあり、心理学的な連結によって偶然的に結びついているだけだという立場である。それに対して内在主義は、動機づけの要素は価値判断の内部に存在していると考える立場である。

## メタ倫理学における様々な立場

### 定義的自然主義
認知主義・実在論・自然主義
自然主義（定義的自然主義、define naturalism）とは、道徳的善悪をなんらかの自然的性質によって定義しようとする立場である。例えば快楽を善とみなす幸福主義や、種の進化を善とみなす進化論がこれにあたる。

### 直観主義
認知主義・実在論・非自然主義
直観主義（intuitionism）とはG・E・ムーアの立場で、道徳的善悪は自然的対象や形而上学的対象ではなく、直観という能力によって理解可能な還元不可能な性質であると考える立場である。

### 表出主義
非認知主義
表出主義（expressivism）とは、道徳判断は信念（「XはYである」という命題構造をもった心的状態）の記述ではなく、何らかの主体の状態を表現したものだと考える立場であり、典型的な非認知主義である。

#### 情緒主義
情緒主義（emotivism、情動主義とも訳される）はA・J・エイヤーやC・L・スティーヴンソンらの立場で、道徳判断は信念ではなく一種の感情の表出であり、あるいはそうした表現を通して相手の感情に訴えかけるための道具であると考える立場である。

#### 規範表出主義
規範表現主義（norm expressivism）はアラン・ギバードの立場で、道徳判断は主体の感情を表現しているのではなく、その主体が規範を受け入れているということを表現するものだと考える立場である。

### 普遍的指令主義
非認知主義
普遍的指令主義（universal prescriptivism）とはR・M・ヘアの立場で、道徳判断とは普遍化可能な指令であるとする立場である。

### 錯誤説
認知主義・反実在論
錯誤説（error theory）は、倫理的な言明はその真偽を評価できる（truth-apt）が、そのような言明が真であるために必要な要素（悪、善、徳など）が（概念的には存在しても）実際には存在しないため、常に偽であるとする立場。この立場では、「嘘をつくことは倫理的に間違っている」や「嘘をつくことは倫理的に許容される」といった言明は、「倫理的に間違っている」や「倫理的に許容される」といった倫理的述語が真であるために必要な倫理的要素（倫理的善など）が現実には存在しないため、どちらも常に偽であるとされる。
錯誤説は、倫理的な言明は真理値を持つが常に偽であるとする立場であり、倫理的な言明が真理値を持たないとする非認知主義とは区別される。

### 投影主義
認知主義・反実在論
投影主義（projectivism）とはサイモン・ブラックバーンの立場で、善とは、われわれの態度を対象に投影することで対象の擬似的な性質となったものだと考える立場である。

### 形而上学的自然主義
認知主義・実在論・自然主義
形而上学的自然主義とは、形而上学的な同一性という概念を用いることで、自然主義的誤謬を回避しながら道徳判断の対象を自然的対象と同一視することが可能であると考える立場である。代表的な立場にコーネル実在論と還元主義がある。

#### コーネル実在論
コーネル実在論（Cornell realism）とは、コーネル大学のリチャード・ボイドやニコラス・スタージョンらが提案した立場であり、形而上学的自然主義の立場である。次の還元主義とは異なり、道徳的善悪は他の自然的性質に還元不能な独自の自然的性質であると考える。

#### 還元主義
メタ倫理学における還元主義 (reductionism) とは、ピーター・レイルトンの立場で、善を他の非道徳的な自然的性質に還元可能だとする考え方である。

### 神命説
認知主義・反実在論
神命説（divine command theory）とは、ロバート・アダムスらの立場で、道徳判断の真偽は、それが神の命令によって是認されるか否かによって決まると考える立場である。

### 感受性説
認知主義・実在論・非自然主義
感受性説（sensibility theory）はデイヴィッド・ウィギンズやジョン・マクダウェルらの立場で、欲求と信念を区別するヒューム的な心理学を拒絶し、道徳的善悪は、客観的な世界の側に存在しながら、それを認知する主体の感受性に作用し、行為への動機づけを行うような性質をもった特殊な対象であると考える立場である。